# Старое Село (Ровненская область)
Старое Село (укр. Старе Село) — село, центр Старосельской сельской общины Сарненского района Ровненской области Украины.

## Общие сведения
Население по переписи 2001 года составляло 2880 человек. Почтовый индекс — 34210. Телефонный код — 3635.

## Местная власть
34210, Ровненская обл., Сарненский р-н, с. Старое Село, ул. Богдана Хмельницкого, 50.